# Mathias Westergaard
Mathias Dan Westergaard (Aalborg, 21 de febrer de 1994) és un ciclista danès professional des del 2013 i actualment a l'equip Riwal Platform.

## Palmarès
- 2012
  - Vencedor d'una etapa als Tres dies d'Axel
- 2016
  - 1r a la Volta a Holanda del Nord